# Tamás Berzicza
Tamás Berzicza (Zalaegerszeg, 15 de agosto de 1975) es un deportista húngaro que compitió en lucha grecorromana.
Ganó una medalla de plata en el Campeonato Mundial de Lucha de 1997 y una medalla de plata en el Campeonato Europeo de Lucha de 1999.
Participó en tres Juegos Olímpicos de Verano, ocupando el sexto lugar en Atlanta 1996, el 14.º en Sídney 2000 y el octavo en Atenas 2004.

## Palmarés internacional
| Campeonato Mundial | Campeonato Mundial | Campeonato Mundial | Campeonato Mundial |
| Año                | Lugar              | Medalla            | Categoría          |
| ------------------ | ------------------ | ------------------ | ------------------ |
| 1997               | Breslau (Polonia)  | Medalla de plata   | 76 kg              |
| Campeonato Europeo |                    |                    |                    |
| Año                | Lugar              | Medalla            | Categoría          |
| 1999               | Sofía (Bulgaria)   | Medalla de plata   | 76 kg              |